# Ochotona alpina
Thỏ cộc núi Alpes (Ochotona alpina) (tiếng Anh: Alpine Pika) là một loài động vật có vú nhỏ thuộc Họ Ochotonidae. Phân loài của loài này rất đa dạng, nhưng nói chung, chúng có lông màu nâu sẫm hoặc màu quế, và chuyển thành màu xám vàng nhạt vào mùa đông.
Loài này phân bố ở phía tây Mông Cổ, miền đông Kazakhstan và Nga (Tuva, Irkutsk, Altai và Krasnoyarsk), cũng như ở Trung Quốc (phía bắc Tân Cương và Hắc Long Giang), và ở những vùng núi lạnh lẽo.
Đây là loài hầu như ăn cỏ, chúng chủ yếu ăn rêu, cành cây, hạt thông và thân cây mềm. Chúng có thể phát ra ba loạt âm thanh khác nhau: tiếng kêu dài, tiếng kêu ngắn và tiếng kêu báo động. Chúng được đánh giá là loài ít quan tâm trong sách đỏ IUCN.

## Hình ảnh

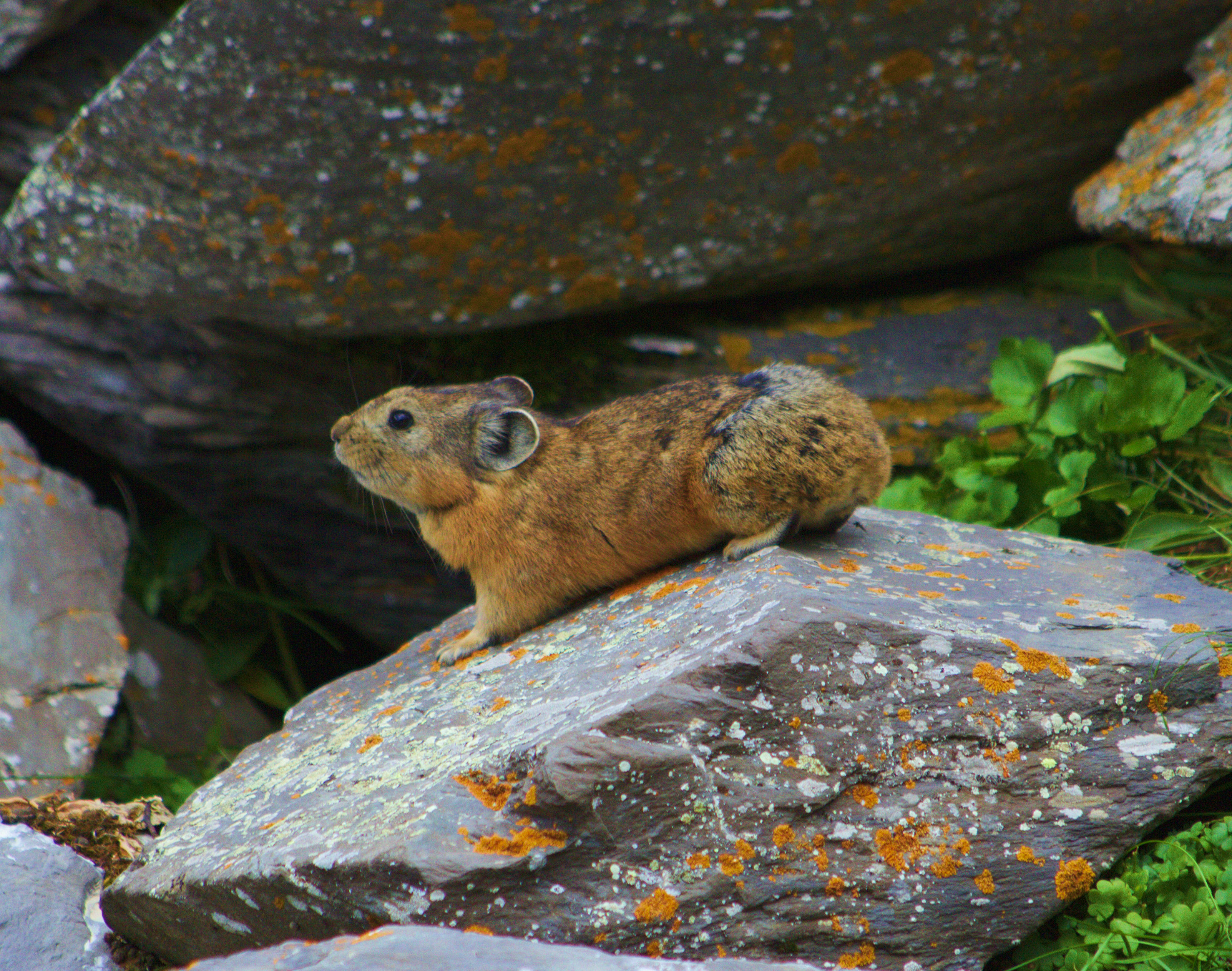
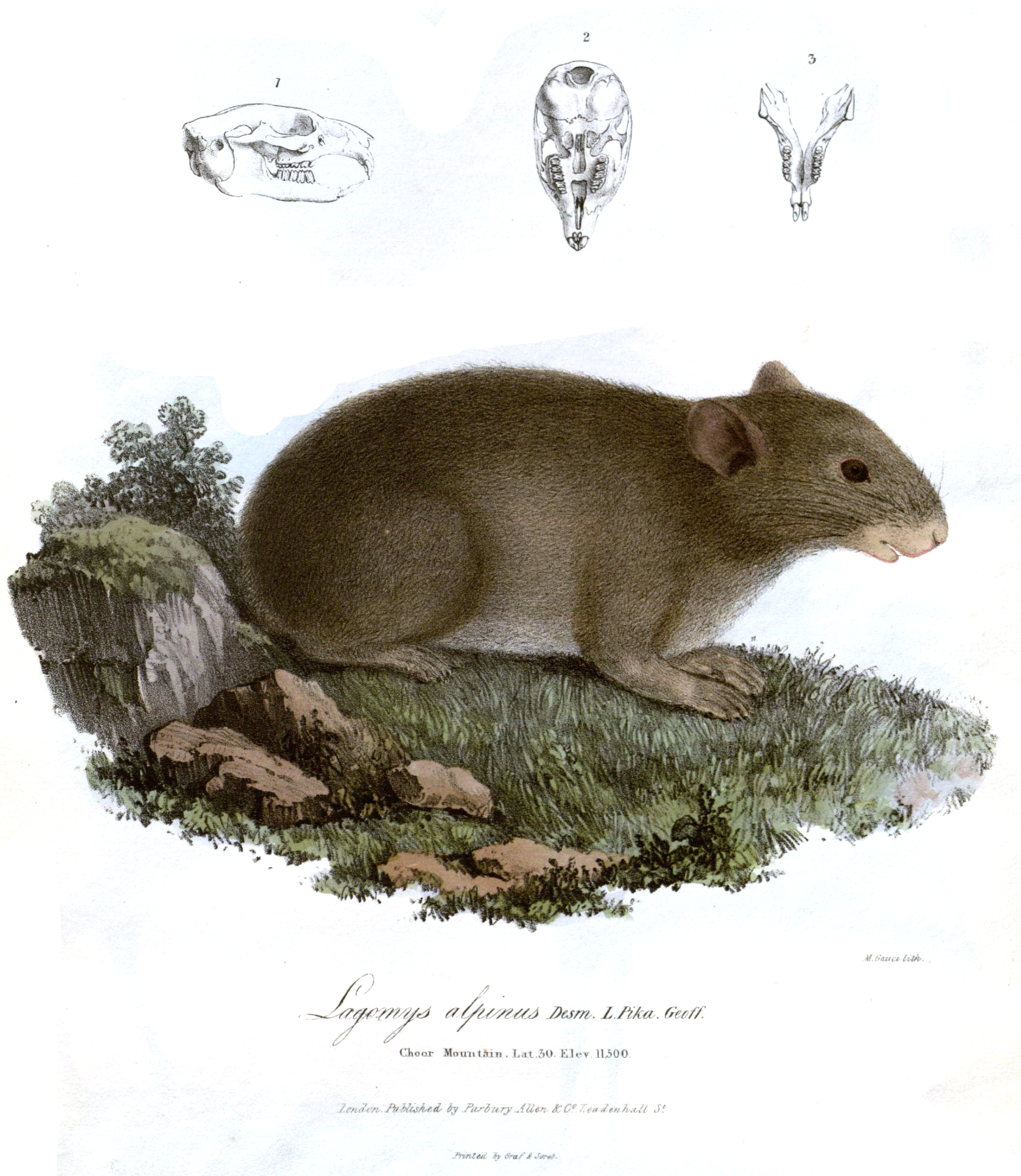